# Cambodja op de Olympische Zomerspelen 2020
Cambodja nam deel aan de Olympische Zomerspelen 2020 in Tokio, Japan. De selectie bestond uit 3 atleten, actief in 2 verschillende disciplines. De Cambodjaanse atleten wisten geen medailles te behalen.

## Atleten
Hieronder volgt een overzicht van de atleten die zich hebben verzekerd van deelname aan de Olympische Zomerspelen 2020. 
| sport    | mannen | vrouwen | totaal |
| -------- | ------ | ------- | ------ |
| Atletiek | 1      | 0       | 1      |
| Zwemmen  | 1      | 1       | 2      |
| totaal   | 2      | 1       | 3      |

## Sporten

### Atletiek
Mannen
Loopnummers
| atleet     | onderdeel | series | series | kwartfinale    | kwartfinale    | halve finale   | halve finale   | finale         | finale         |
| atleet     | onderdeel | tijd   | rang   | tijd           | rang           | tijd           | rang           | tijd           | rang           |
| ---------- | --------- | ------ | ------ | -------------- | -------------- | -------------- | -------------- | -------------- | -------------- |
| Pen Sokong | 100 m     | 11,02  | 6      | niet geplaatst | niet geplaatst | niet geplaatst | niet geplaatst | niet geplaatst | niet geplaatst |

### Zwemmen
Mannen
| atleet   | onderdeel       | series | series | halve finale   | halve finale   | finale         | finale         |
| atleet   | onderdeel       | tijd   | rang   | tijd           | rang           | tijd           | rang           |
| -------- | --------------- | ------ | ------ | -------------- | -------------- | -------------- | -------------- |
| Puch Hem | 50 m vrije slag | 24,91  | 52     | niet geplaatst | niet geplaatst | niet geplaatst | niet geplaatst |

Vrouwen
| atlete               | onderdeel       | series | series | halve finale   | halve finale   | finale         | finale         |
| atlete               | onderdeel       | tijd   | rang   | tijd           | rang           | tijd           | rang           |
| -------------------- | --------------- | ------ | ------ | -------------- | -------------- | -------------- | -------------- |
| Bunpichmorakat Kheun | 50 m vrije slag | 29,42  | 65     | niet geplaatst | niet geplaatst | niet geplaatst | niet geplaatst |